# Liubeșka, Peremîșleanî
Liubeșka (în ucraineană Любешка) este un sat în comuna Lanî din raionul Peremîșleanî, regiunea Liov, Ucraina.

## Demografie
Componența lingvistică a localității Liubeșka
     Ucraineană (99,58%)
     Alte limbi (0,42%)
Conform recensământului din 2001, majoritatea populației localității Liubeșka era vorbitoare de ucraineană (99,58%), existând în minoritate și vorbitori de alte limbi.